# 旦旦
旦旦（タンタン、中国名：爽爽、1995年9月16日 - 2024年3月31日）は神戸市立王子動物園で飼育されていたジャイアントパンダ。

## 生涯
1995年9月16日に中国四川省の中国大熊猫研究中心(臥竜繁殖センター)で誕生。
2000年7月16日に日中共同飼育繁殖研究の目的で神戸市立王子動物園に来園。
2010年6月9日に5年間の延長を定めた「日中共同研究補充協議書」を締結。
2015年7月13日に5年間の再延長を定めた「日中共同研究補充協議書」を締結、これにより、タンタンの中国への返還期限が2020年7月15日までとなった。
2020年7月の帰還期限通り帰還させる予定であり、神戸市立王子動物園は「ありがとうタンタンキャンペーン」などを開催し、タンタンとの別れを演出していたが、新型コロナウイルスが世界的なパンデミックを引き起こし、中国と日本を結ぶ輸送便などの兼ね合いにより、帰還する時期が不透明となる。
2021年1月下旬、週2回実施している定期健診の聴診時に、不整脈と頻脈が認められた。日中双方の専門家などの指導を受けながら健康状態の把握に努めていたが、3月23日に再発。以後頻脈などの症状が継続的に認められ、加齢に伴う心臓疾患の可能性が高いと判断され、血液循環機能が低下が生じ、必要な投薬治療を開始した。
その後同年4月に精密な心電図検査の結果で心臓の収縮力低下により、不整脈を呈している可能性が高いと判断され、血管拡張薬などに加え強心薬の投与を開始、以後経過を注意深く観察していた。
2021年11月30日よりタンタンの体調管理の維持を図るため、タンタンの観覧を一時中止した。その後12月14日より観覧を再開。
2021年12月27日に1年間の帰還期日が延長された(2022年12月末まで)。
2022年3月14日より再び観覧を中止した。
2022年5月以降、中国からジャイアントパンダの専門家が複数回派遣され、来日し、タンタンの心臓疾患を治療していた。
2022年12月27日に再度一年間の返還期日延長がされた(2023年12月末まで)。
2023年12月27日にタンタンの中国返還期日が一年間延長された(2024年12月末まで)
2024年3月15日にタンタンの病状は進行し、救急治療を継続。しかし、3月31日に心肺停止となり蘇生措置を行ったが、2024年3月31日午後11時56分に死亡。28歳没、中国の専門家によると人間の100歳近くの高齢に相当する。死因は心臓疾患に起因する衰弱死。同年4月1日に死亡を公表、3時半に神戸市立王子動物園はタンタン死亡に関しての記者会見を実施した。
その後、中国との契約により、神戸市がタンタンを剥製及び骨格標本にした上で同国に返還することで2025年6月までに合意。剥製と骨格標本は同月25日に日本から輸送し、翌26日に中国への返還が完了した。

## 繁殖
タンタンはオスのコウコウ（興興）と共に、神戸市立王子動物園にて繁殖に挑戦している。
2003年から2006年の春の発情期に自然交配をさせるが成功せず。人工授精も実施したが受胎には至らず。
2007年3月23日から25日の発情・排卵期に3度の人工授精を実施、受胎に初成功するも死産となった。
2008年4月30日から5月2日にかけて3度の人工授精を実施。
その後妊娠し（妊娠期間117日から119日）同年8月26日に出産したが、8月29日に赤ちゃんが死亡。
2009年1月21日から23日に3日連続で人工授精を実施。その後5月19日に出産の兆候がないため偽妊娠と判定。
2009年11月24日から26日に3日連続で人工授精を実施、出産せず。
2010年にオスのコウコウが麻酔して、採精を試み、終了後、麻酔からの覚醒中に心肺停止になり、死亡。これにより、タンタンの出産は叶わなくなった。

## その他
2000年にタンタンと来園したオスの初代コウコウ（興興）は性成熟不全のため、帰国し、タンタンと共に繁殖に挑戦したのは後から代わって来日した2代目コウコウ（興興）である。
旦旦（タンタン）の名前の由来は21世紀の幕開けという意味を込めてつけられている。なお興興（コウコウ）は阪神淡路大震災で被災した神戸の街を復興という意味が込められている。
タンタンの死後、パンダ館は開館以来初のジャイアントパンダがいなくなった。これにより2024年4月現在、日本にいるジャイアントパンダは、上野動物園に4頭、和歌山県のアドベンチャーワールドに4頭飼育されている。